# Aivars Drupass
Aivars Drupass, kyrillisk stavning А́йвар Дру́пас, född 3 augusti 1963 i Riga, död 28 maj 1999, var en lettisk fotbollsspelare.

## Karriär

### Klubblagskarriär
Han började spela fotboll med Daugava Riga, Lettiska SSR:s mest framgångsrika representant i Sovjetiska toppserien. På grund av tjänstgöring i armén spelade han därefter för arméklubbarna SKA Chabarovsk och CSKA Moskva. Han återvände därefter till Daugava Riga.
På senare år spelade Drupass för Tidaholms GoIF.

### Landslagskarriär
Han spelade tre landskamper för Lettlands landslag, samtliga vänskapsmatcher. Han spelade i Lettlands första match sedan självständigheten från Sovjetunionen 1992. Drupass gjorde 1994 ledningsmålet i en 2–0-seger mot Malta.

## Personligt
Drupass avled 1999 efter en längre tids sjukdom.